# لويل (أوريغون)
لويل (بالإنجليزية: Lowell, Oregon)‏ هي مدينة تقع في مقاطعة ليني بولاية أوريغون في الولايات المتحدة. تبلغ مساحة هذه المدينة 3.08 (كم²)، وترتفع عن سطح البحر 226.2 م، بلغ عدد سكانها 1045 نسمة في عام 2010 حسب إحصاء مكتب تعداد الولايات المتحدة.

## التركيبة السكانية
قام مكتب تعداد الولايات المتحدة بتحديد بيانات التركيبة السكانية للويل في تعداد الولايات المتحدة. في ما يلي، التركيبة السكانية حسب تعدادي 2000 و2010.

### تعداد عام 2000
بلغ عدد سكان لويل 857 نسمة بحسب تعداد عام 2000، وبلغ عدد الأسر 315 أسرة وعدد العائلات 236 عائلة مقيمة في المدينة. في حين سجلت الكثافة السكانية 930.3 نسمة لكل ميل مربع (359.2/كم2). وبلغ عدد الوحدات السكنية 342 وحدة بمتوسط كثافة قدره 371.2 نسمة لكل ميل مربع (143.3/كم2).
وتوزع التركيب العرقي للمدينة بنسبة 91.83% من البيض و 1.98% من الأمريكيين الأصليين و 0.23% من الأمريكيين ذوي الأصول الآسيوية و 0.23% من سكان جزر المحيط الهادئ و 1.28% من الأعراق الأخرى و 4.43% من عرقين مختلطين أو أكثر. فيما شكل الهسبانيون أو اللاتينيون من أي عرق نسبة 4.55% من السكان.
بلغ عدد الأسر 315 أسرة كانت نسبة 37.5% منها لديها أطفال تحت سن الثامنة عشر تعيش معهم، وبلغت نسبة الأزواج القاطنين مع بعضهم البعض 58.4% من أصل المجموع الكلي للأسر، ونسبة 13.0% من الأسر كان لديها معيلات من الإناث دون وجود شريك، وكانت نسبة 24.8% من غير العائلات. تألفت نسبة 18.7% من أصل جميع الأسر من أفراد ونسبة 6.7% كانوا يعيش معهم شخص وحيد يبلغ من العمر 65 عاماً فما فوق. وبلغ متوسط حجم الأسرة المعيشية 3.10، أما متوسط حجم العائلات فبلغ 2.72.
بلغ العمر الوسطي للسكان 34 عاماً. وكانت نسبة 10.5% بين الثامنة عشر والأربعة وعشرون عاماً، ونسبة 29.6% كانت واقعةً في الفئة العمرية ما بين الخامسة والعشرون حتى والأربعة وأربعون عاماً، ونسبة 23.8% كانت ما بين الخامسة والأربعون حتى الرابعة والستون، ونسبة 8.2% كانت ضمن فئة الخامسة والستون عاماً فما فوق. يوجد لكل 100 أنثى 96.6 ذكر، ويوجد لكل 100 أنثى في الثامنة عشر من عمرها فما فوق 98.1 ذكر.
بلغ متوسط دخل الأسرة في المدينة 35,536 دولار، أما متوسط دخل العائلة فبلغ 41,563 دولار. وكان متوسط دخل الذكور 31,484 دولار مقابل 18,125 دولار للإناث. وسجل دخل الفرد الخاص بالمدينة 14,078 دولار.

### تعداد عام 2010
بلغ عدد سكان لويل 1,045 نسمة بحسب تعداد عام 2010، وبلغ عدد الأسر 397 أسرة وعدد العائلات 298 عائلة مقيمة في المدينة. في حين سجلت الكثافة السكانية 1,201.1 نسمة لكل ميل مربع (463.7/كم2). وبلغ عدد الوحدات السكنية 436 وحدة بمتوسط كثافة قدره 501.1 لكل ميل مربع (193.5/كم2).
وتوزع التركيب العرقي للمدينة بنسبة 90.9% من البيض و 1.7% من الأمريكيين الأصليين و 0.7% من الأمريكيين ذوي الأصول الآسيوية و 6.0% من عرقين مختلطين أو أكثر.
بلغ عدد الأسر 397 أسرة كانت نسبة 35.8% منها لديها أطفال تحت سن الثامنة عشر تعيش معهم، وبلغت نسبة الأزواج القاطنين مع بعضهم البعض 58.9% من أصل المجموع الكلي للأسر، ونسبة 10.1% من الأسر كان لديها معيلات من الإناث دون وجود شريك، بينما كانت نسبة 6.0% من الأسر لديها معيلون من الذكور دون وجود شريكة وكانت نسبة 24.9% من غير العائلات. تألفت نسبة 19.1% من أصل جميع الأسر من أفراد ونسبة 3.3% كانوا يعيش معهم شخص وحيد يبلغ من العمر 65 عاماً فما فوق. وبلغ متوسط حجم الأسرة المعيشية 2.97، أما متوسط حجم العائلات فبلغ 2.63.
بلغ العمر الوسطي للسكان 39 عاماً. وكانت نسبة 27.5% من القاطنين تحت سن الثامنة عشر، وكانت نسبة 4% بين الثامنة عشر والأربعة وعشرون عاماً، ونسبة 26.8% كانت واقعةً في الفئة العمرية ما بين الخامسة والعشرون حتى والأربعة وأربعون عاماً، ونسبة 32.7% كانت ما بين الخامسة والأربعون حتى الرابعة والستون، ونسبة 9.1% كانت ضمن فئة الخامسة والستون عاماً فما فوق. وتوزع التركيب الجنسي للسكان بنسبة 50.8% ذكور و49.2% إناث.

## وصلات خارجية
- www.ci.lowell.or.us
- The US50 - Cities and Towns in Oregon State